# Adetus squamosus
Adetus squamosus är en skalbaggsart som beskrevs av Chemsak och Noguera 1993. Adetus squamosus ingår i släktet Adetus och familjen långhorningar. Inga underarter finns listade i Catalogue of Life.